# Isaac Hempstead-Wright
Isaac Hempstead-Wright (London, 1999. április 9. –) angol színész. 
Legismertebb alakítása Bran Stark a Trónok harca című fantasysorozatban.

## Filmográfia

### Film
| Év   | Magyar cím       | Eredeti cím    | Szerep         | Magyar hang    |
| ---- | ---------------- | -------------- | -------------- | -------------- |
| 2011 | Kísértetek       | The Awakening  | Tom            |                |
| 2013 | Behálózva        | Closed Circuit | Tom Rose       |                |
| 2014 | Doboztrollok     | The Boxtrolls  | Tojás (hangja) | Baráth István  |
| 2021 | Utazás a semmibe | Voyagers       | Edward         | Szalay Csongor |

### Televízió
| Év        | Magyar cím   | Eredeti cím      | Szerep         | Megjegyzések                             |
| --------- | ------------ | ---------------- | -------------- | ---------------------------------------- |
| 2011–2019 | Trónok harca | Game of Thrones  | Bran Stark     | - főszereplő - magyar hangja Ducsai Ábel |
| 2014      | Family Guy   | Family Guy       | Aidan (hangja) | 1 epizód                                 |
| 2016      | Rémes rímek  | Revolting Rhymes | Jankó          | tévéfilm                                 |

## Díjak és jelölések
- Jelölés – Scream Award, legjobb szereplőgárda (Trónok harca, 2011)
- Jelölés – Young Artist Award, legjobb fiatal mellékszereplő televíziós sorozatban (Trónok harca, 2013)